# Dasyuroides byrnei
O Kowari (Dasyuroides byrnei) é uma espécie de marsupial da família Dasyuridae, endêmica da Austrália. É a única espécie descrita para o gênero Dasyuroides.

## Nomenclatura e taxonomia
Duas subespécies são tradicionalmente reconhecidas: Dasyuroides byrnei byrnei e Dasyuroides byrnei pallidior. Entretanto, o Mammal Species of the World considerada a espécie monotípica.

## Distribuição geográfica e habitat
A espécie é endêmica da Austrália, onde pode ser encontrada nos desertos rochosos da bacia do lago Eyre no norte da Austrália Meridional e no sudoeste de Queensland.

## Características
O D. byrnei, também conhecido como kowari ou "rato-marsupial-de-rabo-de-pincel", é um pequeno marsupial carnívoro dos desertos e planícies centrais da Austrália. Seu corpo possui cerca de 17 cm de comprimento, sua cauda 13 cm e ele pesa de 70 a 130 g. Possui a pelagem de cor cinza grisalho, e seu pelos de pincel negro na ponta da cauda, difere dos encontrados no Mulgara.

## Hábitos alimentares
A dieta do Kowari é composta de insetos, aracnídeos e de pequenos vertebrados como aves, mamíferos e répteis. Ele não precisa beber água, pois consegue ela na alimentação.

## Comportamento
Vivem nos desertos e planícies centrais da Austrália. Supõe-se que vivam em pequenas colônias em um complexo de tocas. O Kowari pode habitar a toca de outro animal ou construir sua própria, ambos sexos constroem um ninho de materiais macios na toca. Seu hábito é primeiramente terrestre, embora escale bem.

## Reprodução
Seu período reprodutivo vai de Abril a Dezembro, sendo que a fêmea pode produzir duas ninhadas. O período de gestação dura de 30 à 36 dias e geralmente nascem de 3 e 7 filhotes.